# Гарсия, Роландо
Рола́ндо Мойсе́с Гарси́я Химе́нес (исп. Rolando Moisés García Jiménez; 15 декабря 1942) — чилийский футболист, защитник. Участник чемпионата мира 1974, где принял участие во всех трёх матчах сборной Чили.

## Карьера

### В сборной
В сборной Чили Роландо Гарсия дебютировал 14 июля 1971 года в товарищеском матче со сборной Парагвая, завершившимся со счётом 3:2. В составе сборной Гарсия принял участие в чемпионате мира 1974 года. Свой последний матч за сборную Гарсия сыграл 25 июня 1975 года со сборной Уругвая, тот матч чилийцы проиграли со счётом 1:3. Всего же за сборную Гарсия сыграл 19 официальных матчей, в которых забил 1 гол.
| №  | Дата            | Соперник  | Счёт | Голы | Турнир                   |
| 1  | 14 июля 1971    | Парагвай  | 3:2  | -    | Товарищеский матч        |
| 2  | 21 июля 1971    | Аргентина | 2:2  | -    | Товарищеский матч        |
| 3  | 4 августа 1971  | Аргентина | 0:1  | -    | Товарищеский матч        |
| 4  | 8 августа 1971  | Парагвай  | 0:2  | -    | Товарищеский матч        |
| 5  | 11 августа 1971 | Перу      | 0:1  | -    | Товарищеский матч        |
| 6  | 15 августа 1971 | Боливия   | 4:3  | -    | Товарищеский матч        |
| 7  | 18 августа 1971 | Перу      | 1:0  | -    | Товарищеский матч        |
| 8  | 27 октября 1971 | Уругвай   | 0:3  | -    | Кубок Хуана Пинто Дурана |
| 9  | 3 ноября 1971   | Уругвай   | 5:0  | -    | Кубок Хуана Пинто Дурана |
| 10 | 26 января 1972  | Мексика   | 0:2  | -    | Товарищеский матч        |
| 11 | 9 февраля 1972  | Гаити     | 0:1  | -    | Товарищеский матч        |
| 12 | 24 апреля 1974  | Гаити     | 1:0  | 1    | Товарищеский матч        |
| 13 | 26 апреля 1974  | Гаити     | 0:0  | -    | Товарищеский матч        |
| 14 | 12 мая 1974     | Ирландия  | 1:2  | -    | Товарищеский матч        |
| 15 | 14 июня 1974    | ФРГ       | 0:1  | -    | Чемпионат мира 1974      |
| 16 | 18 июня 1974    | ГДР       | 1:1  | -    | Чемпионат мира 1974      |
| 17 | 22 июня 1974    | Австралия | 0:0  | -    | Чемпионат мира 1974      |
| 18 | 22 декабря 1974 | Парагвай  | 0:1  | -    | Кубок Акоста-Нью         |
| 19 | 25 июня 1975    | Уругвай   | 1:3  | -    | Кубок Хуана Пинто Дурана |

Итого: 19 матчей / 1 гол; 5 побед, 4 ничьих, 10 поражений.

## Достижения
Сборная Чили
- Обладатель Кубка Хуана Пинто Дурана: 1971

«Коло-Коло»
- Бронзовый призёр чемпионата Чили: 1974
- Обладатель Кубка Чили: 1974